# Brunei
Brunei (en malai, Brunei; en anglès, Brunei) és un estat asiàtic situat al nord de l'illa de Borneo que està envoltat pel territori malaisi de Sarawak excepte a la part nord, que toca al mar de la Xina Meridional. El país està separat en dues parts per la ciutat de Limbang, que pertany a Malàisia.
Va ser un protectorat britànic des de 1888 fins a 1984, any que va obtenir la plena independència. La forma de govern és el soldanat. El soldà de Brunei, Hassanal Bolkiah, és considerat un dels homes més rics del món. El país forma part de la Commonwealth i la religió oficial n'és l'islam.

## Geografia física

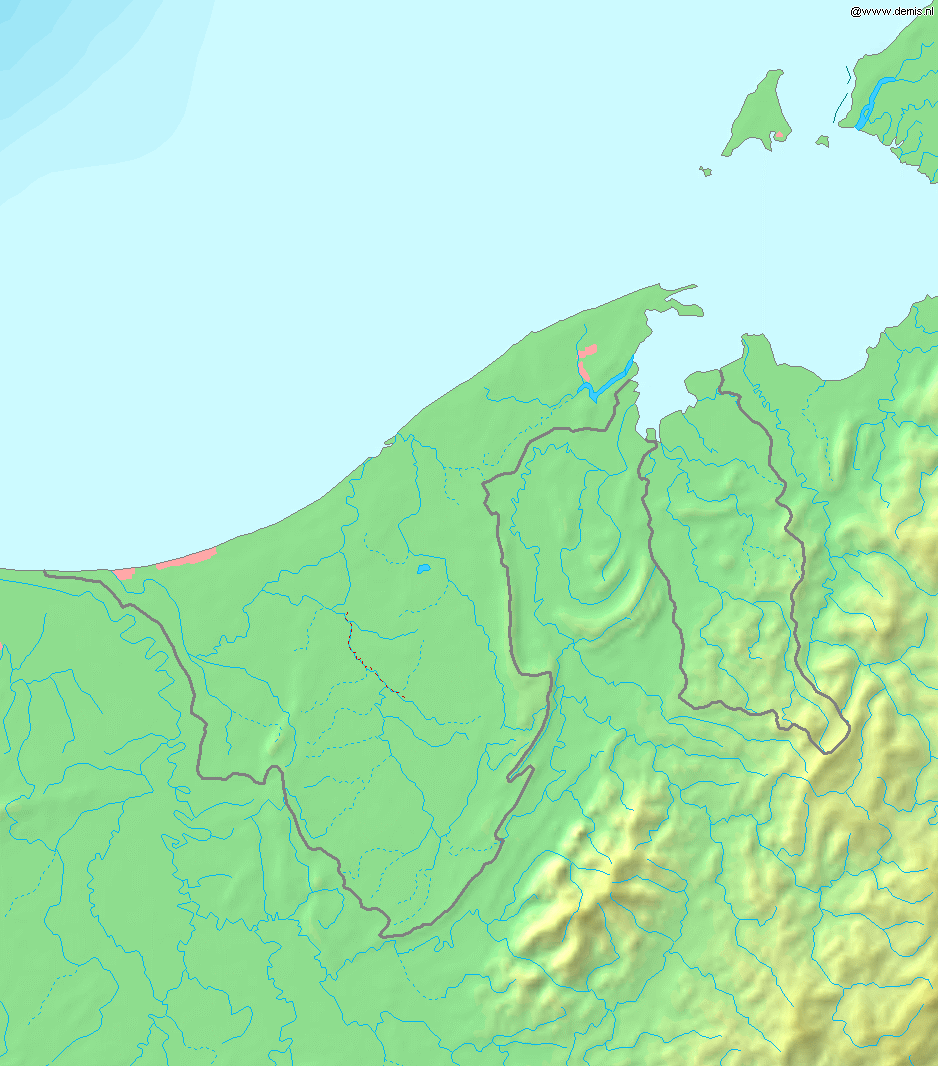
Les dues parts de Brunei, a l'illa de Borneo

Brunei consta de dues parts no connectades amb una àrea total de 5.766 quilòmetres quadrats. Un 97% de la població viu a la part més occidental, mentre que només unes 10.000 persones viuen a la part oriental de muntanya (el districte de Temburong). La població total de Brunei és d'aproximadament 400.000 persones (2010) dels quals vora 130.000 viuen a la capital, Bandar Seri Begawan.
Altres ciutats importants són la ciutat portuària de Muara, Seria, que produeix petroli, i la seva ciutat veïna, Kuala Belait.

### Orografia
El seu relleu no és gaire pronunciat. El pic més alt del país, la muntanya Bukit pagon de 1.850 m, se situa a l'est a l'extrem sud del districte de Temburong.
La part oest del país, la més extensa, és encara menys muntanyosa i no hi destaquen més que uns quants monts, sobretot a la frontera amb Malàisia.

### Hidrografia i costa
Els rius són curts, ja que gairebé tots neixen al país i es dirigeixen al nord desembocant al Mar de la Xina Meridional. El riu més important és el riu Belait a la part oest.
La costa és plana, pantanosa i regular llevat a la badia de Brunei.

### Medi
Una part dels diners de l'explotació de petroli es fan servir per a protegir la selva, que cobreix prop d'un terç del país. Brunei té una important fauna salvatge una part de la qual està en perill d'extinció.
Brunei protegeix prop del 20% del seu territori amb el parc d'Ulu Temburong.

### Clima
El clima és tropical. La temperatura mitjana és de 26,7 °C amb poques variacions durant l'any.
Brunei Darussalam té un clima equatorial, plujós i càlid. La temperatura anual mitja és de 27,1 °C i varia poc durant tot l'any; entre abril i maig és de 27,7 °C i entre octubre i desembre de 26.8 °C. El país no té estació seca, però les pluges són més intenses en l'època dels monsóns.
| Mes                       | Gen   | Feb   | Mar   | Abr   | Mai   | Jun   | Jul   | Ago   | Sep   | Oct   | Nov   | Des   | Any    |
| ------------------------- | ----- | ----- | ----- | ----- | ----- | ----- | ----- | ----- | ----- | ----- | ----- | ----- | ------ |
| Mitja de les màximes (°C) | 27.8  | 27.8  | 29.2  | 29.1  | 29.5  | 28.1  | 28.4  | 28.3  | 28.0  | 27.5  | 27.4  | 28.0  | 28.3   |
| Mitja de les mínimes (°C) | 25.1  | 26.0  | 26.5  | 26.9  | 26.9  | 26.7  | 26.1  | 26.3  | 26.3  | 26.1  | 26.2  | 25.6  | 26.2   |
| Pluges de mitja (mm)      | 277.7 | 138.3 | 113.0 | 200.3 | 239.0 | 214.2 | 228.8 | 215.8 | 257.7 | 319.9 | 329.4 | 343.5 | 2873.9 |

## Política i govern
El sultà de Brunei, que ha estat de la mateixa dinastia d'ençà del segle xiv, és el cap de l'Estat, que s'organitza en una monarquia absoluta. El sultà Muda Hassanal Bolkiak està assistit per un Consell privat, un Consell de Ministres i un Consell legislatiu de vint membres.

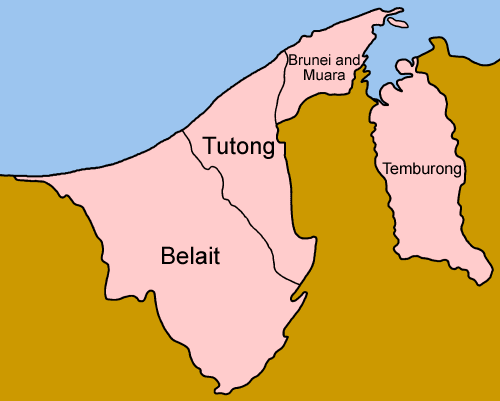
Mapa dels districtes de Brunei.

Els partits polítics són petits i sense cap paper en la política del país, ja que és un dels pocs països que no celebra cap mena d'eleccions. El país forma part de l'ONU i de l'ASEAN.
Brunei és un dels pocs països del món que encara no reconeix el sufragi femení.
En l'actualitat, el monarca té una fortuna d'uns 20.000 milions de dòlars, una de les riqueses personals més grans del món. Entre el seu patrimoni, hi ha un palau de més de 1.500 habitacions i una col·lecció de més de cinc mil vehicles de luxe, entre ells cinc-cents Rolls-Royce, marca de la qual la seva família compra almenys la meitat de la producció total anual.
Brunei està dividit en quatre districtes, dits daerah:
1. Belait
2. Brunei-Muara
3. Temburong
4. Tutong

### Relacions internacionals
Brunei, tradicionalment relacionat amb el Regne Unit, va esdevenir el 9é membre de la Commonwealth immediatament el dia de la seua independència l'´1 de gener de 1984. Entre les primeres iniciatives per a millorar les seues relacions en la regió, va entrar en l'ASEAN el 7 de gener de 1984 esdevenint-ne el sisé membre. Més tard va entrar en l'Assemblea General de Nacions Unides i va passar a ser-ne membre de ple dret el 21 de setembre de 1984 per a assolir el reconeixement de la comunitat internacional de la seua sobirania i independència. Com a país islàmic, Brunei va esdevenir membre de ple dret de l'Organització de la Conferència Islàmica en gener del 1984 durant la quarta conferència islàmica que va tenir lloc al Marroc.

### Símbols nacionals

#### Bandera

Bandera de Brunei.

La bandera de Brunei va ser adoptada el 29 setembre 1959 quan el territori era un protectorat britànic. Quan Brunei va obtenir la seva independència definitiva, l'1 de gener de 1984 va ser adoptada com bandera oficial. Està composta per l'escut de Brunei al centre sobre un camp groc tallat per dos paral·lelograms disposats com a franges diagonals de color blanc i negre.

#### Escut

Escut de Brunei.

L'escut de Brunei està compost per una lluna creixent que simbolitza l'islam al costat d'un para-sol reial (anomenat Payung Ubor-Ubor) que representa la monarquia. Els suports de l'escut són dos guants i per sota un llistó en àrab en què hi ha escrit "Brunei, pàtria de la pau". Originalment adoptat el 1932, l'escut de Brunei va ser aprovat el 29 d'agost de 1959.

## Economia
Durant del segle xx, Brunei va experimentar un fort desenvolupament econòmic. El creixement econòmic del país entre el 1999 i el 2008 va ser de mitja d'un 56%. Té el tercer IDH més alt entre els països del sud-est asiàtic, per darrere de Singapur i Hong Kong, i es considera un país desenvolupat.
L'economia de Brunei està plenament relacionada amb la producció de petroli i gas natural, que constitueixen prop de la meitat del seu PIB i el 90% de les exportacions. La renda per capita de 53.100 dòlars el 2008 és la més gran d'Àsia i està molt per sobre de la majoria de les economies del tercer món.
El govern subministra tota assistència mèdica i educació fins a la universitat, i dona subsidis a l'arròs i a l'habitatge. Els polítics de Brunei temen que la integració, cada vegada més forta, en l'economia mundial puga esdevenir en descontent social, malgrat que el país va guanyar pes internacionalment al presidir el forum de l'APEC (Cooperació Econòmica de l'Àsia-Pacífic) de l'any 2000. En el futur, els reptes del país són millorar la força de treball, reduir l'atur, reforçar els sectors turístic i bancari, i, en general, diversificar la base de la seua economia. L'aerolínia nacional, Royal Brunei, està intentant fer de Brunei un punt d'enllaç per als viatges internacionals entre Europa i Austràlia i Nova Zelanda, i també té vols regulars a diferents destinacions en Àsia.

## Geografia humana i societat

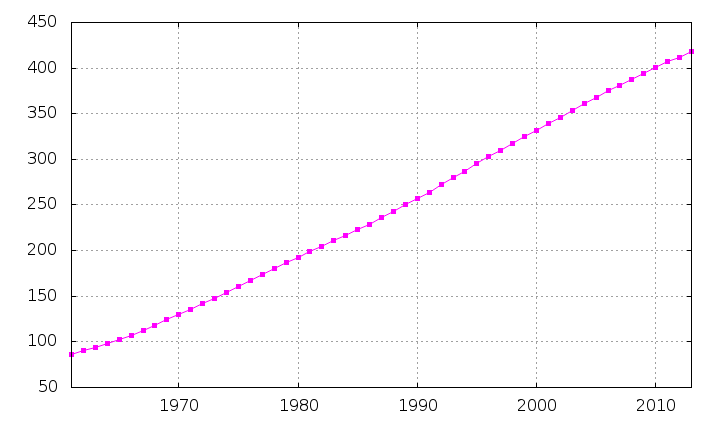
Evolució demogràfica de Brunei.

El 2007, Brunei tenia 374.500 habitants. El 67% té origen malai, el 15% xinés, el 6% són indígenes i la resta, el 12%, provenen d'altres ètnies. L'esperança de vida és de 75 anys i el 93,9% de la població està alfabetitzada. La tasa de natalitat en el 2008 era de 18,39 naixements per cada 1000 habitants.

### Religió
L'Islam n'és la religió oficial i el sultà és el cap de la religió al país. El 67% de la població és musulmana i la resta de religions tenen una presència minoritària: budisme 13% (principalment la població d'origen xinés) i cristianisme 11%. Hi ha un 7% de la població que es declara no practicant, encara que alguns acullen ritus amb elements del budisme, del taoisme o del confucianisme. Les religions indígenes són seguides per un 2% de la població.

### Llengua
La llengua oficial és el malai des de la signatura de la constitució el 29 de setembre del 1959. llengua mare de dos terços de la població, encara que aquest dialecte està molt allunyat i és gairebé inintel·ligible amb el malai estàndard. Una important minoria parla el xinès i l'anglès està estès de manera considerable com a llengua de negocis i de treball, a més de ser la llengua vehicular en l'aprenentatge secundari i terciari. La llengua indígena més important és l'iban, que té uns 20.000 parlants a Brunei i uns 400.000 en total, ja que també es parla a algunes zones de Borneo que pertanyen a Malàisia i a Indonèsia.

## Cultura
La cultura de Brunei és similar a la de la península de Malaca, el que reflecteix la seua ètnia, però és més conservadora i islamitzada. També rep influències de l'hinduisme.

### Prohibició de l'alcohol
Com a país que accepta la xaria, la venda i consum públic d'alcohol està prohibida. Els estrangers i els no musulmans poden entrar al país amb 12 llaunes de cervesa i dues ampolles de qualsevol altra beguda alcohòlica, sense importar-ne el percentatge d'alcohol. Aquest límit s'aplicava a cada entrada al país fins al 2007, quan es va canviar a cada 48 hores. Després de la prohibició a principis dels anys noranta, la majoria de pubs i bars van haver de tancar.

## Història
El poder del Soldanat de Brunei va arribar al seu apogeu entre el segle xiv i el segle xvi. Es pensa que la sobirania del soldanat es va estendre per les regions costaneres del que hui són les regions de Sarawak i Sabah, l'arxipèlag de Sulu, i les illes properes l'extrem nord-oest de Borneo.
La influència europea va anar afeblint a poc a poc aquest poder regional i, més tard, va haver una breu guerra amb Espanya, en què la capital de Brunei va ser ocupada. Finalment, el soldanat va guanyar la guerra, però va perdre territoris en favor d'Espanya.
El declivi de l'imperi de Brunei va culminar en el segle xix, quan Brunei va perdre gran part del seu territori en favor dels Rajah blancs de Sarawak. El resultat va ser que Brunei va ser reduït al territori que ocupa hui, separat en dues parts. Brunei va ser ocupat pel Japó des del 1941 fins al 1945, durant la Segona Guerra Mundial, i va ser un protectorat britànic des de 1888 fins al 1984.
Hi va haver una petita revolta contra la monarquia durant la dècada dels 1960, que va ser controlada amb l'ajut del Regne Unit. Aquest esdeveniment es va conèixer com la Revolta de Brunei i va ser parcialment responsable del fracàs de crear la Federació de Borneo del Nord. La revolta va afectar en part la decisió de Brunei d'intentar accedir a la Federació de Malàisia.